# Walton (Kansas)
Walton est une ville américaine située dans le comté de Harveydans l’État du Kansas.

## Traduction
- (en) Cet article est partiellement ou en totalité issu de l’article de Wikipédia en anglais intitulé « Walton, Kansas » (voir la liste des auteurs).